# 101ª Divisione coloniale
La 101ª Divisione coloniale somala fu una grande unità di fanteria del Regio Esercito italiano, costituita in Africa Orientale Italiana durante la seconda guerra mondiale.

## Storia
Dopo giugno 1940, quando il Regno d'Italia dichiarò guerra agli Alleati, nella Somalia italiana vennero costituite due divisioni di soldati somali, designate 101ª Divisione coloniale somala e 102ª Divisione coloniale somala. Il personale era tratto per la maggior parte dalle brigate coloniali che avevano combattuto la guerra d'Etiopia nel 1936. Vennero arruolate inoltre nuove reclute, subito dopo la costituzione, per raggiungere la consistenza di una divisione standard italiana (7.000 uomini). Tuttavia l'addestramento, condotto da sottufficiali italiani, fu interrotto nelle prime fasi della guerra perché le reclute vennero dirottate alla costruzione della ferrovia Decauville tra Villabruzzi e la frontiera etiopica. Di conseguenza, molti dei 20.458 soldati somali presenti in teatro, la maggior parte dei quali inquadrati nelle due dette divisioni, non erano adeguatamente preparati al combattimento.
Alla fine del 1940, la 101ª Divisione, comandata dal generale Italo Carnevali, venne inviata sul fiume Giuba, nella Somalia occidentale, a difesa dal temuto attacco britannico dal Kenya.
Nei primi giorni di febbraio 1941 i britannici attaccarono il fronte del Giuba e, dopo pesanti combattimenti, la 101ª Divisione, anche se rinforzata da alcuni reparti della 102ª Divisione, venne per metà annientata. Il generale De Simone, comandante in capo di tutte le forze italiane in Somalia, ordinò l'arretramento della grande unità in territorio etiope. Il generale Baccari sostituì Carnevali dopo che questo venne ferito in combattimento.
Alla divisione venne inizialmente ordinato di ripiegare su Callafo, a su di Gabredarre, prima di essere dirottata dal Comando Superiore su Neghelli. Al resto delle forze di De Simone venne ordinato di ripiegare nell'Harar. I bombardamenti demoralizzarono a tal punto le truppe coloniali di Baccari che quando l'unità raggiunse Dolo aveva perso tutti i somali.
Raggiunto il sud dell'Etiopia, la divisione praticamente si sciolse il 7 marzo 1941, mentre le poche brigate sopravvissute raggiungevano Harar, in Etiopia centrale. Successivamente alcuni ufficiali nazionali della divisione combatterono la battaglia di Gondar in novembre 1941.

## Comandanti (1940-1941)
- Gen. B. Italo Carnevali
- Gen. B. Alfredo Baccari